# Bridelia affinis
Bridelia affinis är en emblikaväxtart som beskrevs av William Grant Craib. Bridelia affinis ingår i släktet Bridelia och familjen emblikaväxter. Inga underarter finns listade i Catalogue of Life.